# Atletika na Letních olympijských hrách 1984 – 200 metrů ženy
 Běh na 200 metrů žen na Letních olympijských hrách 1984 finále se uskutečnilo ve dne 9. srpna na stadionu Memorial Coliseum v Los Angeles. 

## Výsledky finálového běhu
| *                | jméno                       | země                   | čas   |
| ---------------- | --------------------------- | ---------------------- | ----- |
| Zlatá medaile    | Valerie Briscoová-Hooksová  | Spojené státy americké | 21,81 |
| Stříbrná medaile | Florence Griffith-Joynerová | Spojené státy americké | 22,04 |
| Bronzová medaile | Merlene Otteyová            | Jamajka                | 22,09 |
| 4                | Kathy Cooková               | Velká Británie         | 22,10 |
| 5                | Grace Jacksonová            | Jamajka                | 22,20 |
| 6                | Randy Givensová             | Spojené státy americké | 22,36 |
| 7                | Rose-Aimée Bacoulová        | Francie                | 22,78 |
| 8                | Liliane Gaschetová          | Francie                | 22,86 |